# TA1
| F18 · Y1 | i | i | A | A52 |

| F18 · Y1 | i | i | A | A52 |

TA1 (Tomb of Amarna 1) è la sigla che identifica una delle Tombe dei nobili ubicate nell'area dell'antica Akhetaton, oggi nota come Amarna, capitale voluta e costruita dal faraone Amenhotep IV/Akhenaton della XVIII dinastia. La città venne abbandonata circa 30 anni dopo la sua fondazione; le tombe vennero abbandonate e in parte riutilizzate in epoca moderna come romitaggi di monaci copti. L'abbandono millenario e i danni causati dalla presenza umana hanno spesso reso irriconoscibili le strutture originarie e danneggiato pesantemente, quando non reso illeggibili, scene pittoriche e rilievi parietali.

## Titolare
TA1 era la tomba di:
| Titolare | Titolo | Necropoli | Dinastia/Periodo | Note                                  |
| -------- | --- | --------- | ---------------- | ------------------------------------- |
| Huya     | Sovrintendente dell'harem reale; Sovrintendente al Doppio Tesoro e Amministratore della casa della Grande Sposa Reale Tiye | Amarna    | XVIII dinastia   | area settentrionale a nord di un uadi |

## Biografia

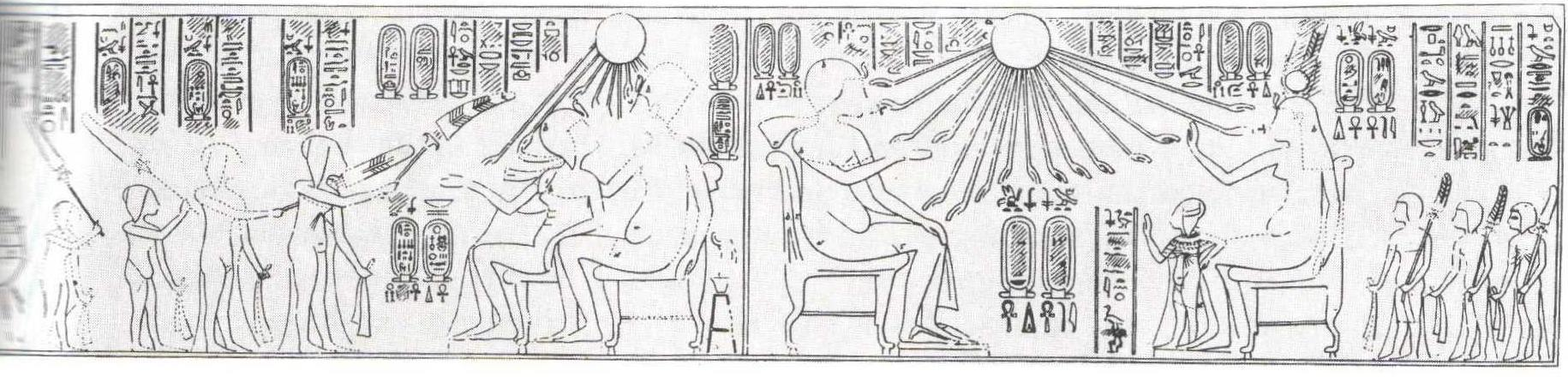
Le due famiglie reali raffigurate sull'architrave

Huya era il tesoriere e servitore nella casa della Prima Moglie del re, Tiy, ed era anche il sorvegliante degli appartamenti reali di Tiy e dell'harem reale. Aveva anche altri titoli, tra cui quello di favorito del Signore delle Due Terre.

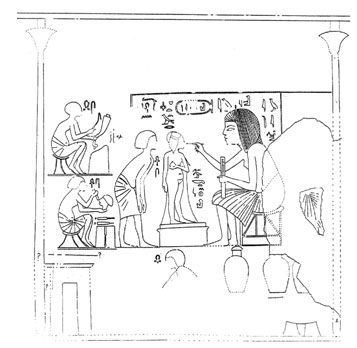
Lo scultore Iuti-Iuti lavora su una statua di Beketaten

Huya è anche citato come portastendardo della truppa di giovani guerrieri noti come 'Aton appare per lui'. In altri casi viene mostrato mentre controlla artigiani ed altre persone che lavorano per lui. Nella tomba viene citato lo scriba della Casa di Charm, Nakhtiu e Sorvegliante degli scultori di Tiye, chiamato Iuti-Iuti.

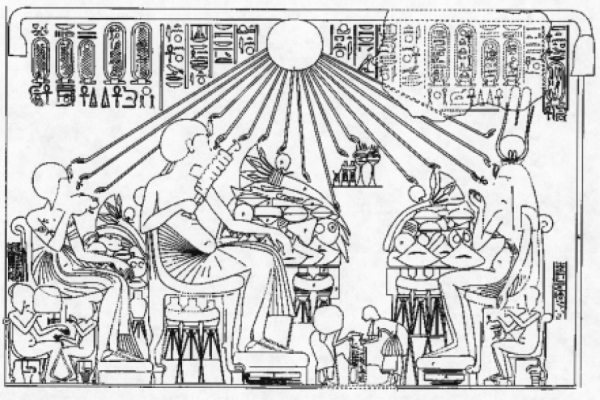
Scena del banchetto

Huya cita anche la propria moglie Wenher, e la madre Tuy. In altre scene si citano due possibili sorelle: Nebet e Kherpu(t).

## La tomba
TA1 si sviluppa planimetricamente partendo da un breve corridoio che immette in una sala rettangolare che originariamente disponeva di due colonne a sorreggere il soffitto; da questa si accede ad una sala trasversale che, al centro della parete posteriore, a nord, dispone di una sala più interna che accoglie la statua del defunto. La decorazione parietale comprende varie scene di pittura egizia su stucco. Sul muro meridionale compaiono due scene in cui Tiy è seduta a tavola con Akhenaton e Nefertiti, i quali sono seduti sulla sinistra. Akhnaton sembra indossare un copricapo khat, e Nefertiti una corta parrucca nubiana. Vicino a Nefertiti, seduti su piccole sedie, si trovano Merytaton ed una delle sorelle, forse Neferneferuaten-tasherit. La regina Tiy è raffigurata opposta a Re e Regina. È seduta ed indossa il copricapo piumato con il disco solare tra due corna a forma di lira. È accompagnata dalla figlia Beketaten, la quale è seduta su una piccola sedia.
In un'altra scena Tiy è seduta a sinistra. Indossa una parrucca in tre parti, comprensiva di copricapo piumato con il disco solare posto tra le corna. Beketaten si trova in piedi vicino a Tiy. Sulla destra Akhenaton e Nefertiti sono seduti e bevono da coppe. Ankhesenamon è in piedi su uno sgabello davanti a Nefertiti, mentre un'altra principessa (Meketaten?) si trova vicino a Nefertiti.

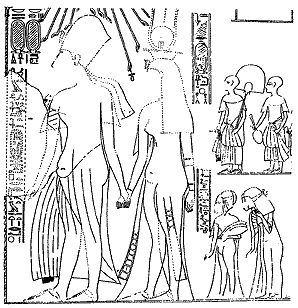
Akhenaton guida Tiy al tempio

Sul muro orientale Akhenaton conduce la madre Tiy al tempio. Sono accompagnati dalla principessa Beketaten nel momento in cui entrano nel tempio. Nefertiti e le figlie non sono presenti nella scena.
Sul muro occidentale Akhenaton e Nefertiti vengono trasportati su una portantina. Akhenaton sembra indossare la corona rossa del nord, ed in mano ha un uncino ed un flagello. Le figlie del re Merytaton e Maketaton camminano dietro la portantina. Vengono aiutate da due "balie" e sei donne.
Sul muro settentrionale Huya riceve un premio da Akhenaton e Nefertiti. Nel palazzo appaiono due principesse, identificate come Merytaton e Maketaton.
Sull'architrave del muro settentrionale si trova una raffigurazione delle due famiglie reali. A sinistra Akhenaton e Nefertiti sono seduti. Nefertiti è girata verso Akhenaton. Davanti a loro si trovano le quattro figlie: Merytaton, Maketaton, Ankhesenamon e Neferneferuaton Tasherit. Tutte e quattro hanno flabelli magici piumati. Sulla destra Amenofi III è seduto davanti alla regina Tiy, accompagnata dalla principessa Beketaten. Tre domestiche si trovano dietro a Tiy.

### Annotazioni
1. ↑  La numerazione dei locali e delle pareti segue quella di Porter e Moss 1968, p. 210.

### Fonti
1. 1 2  N. de G. Davies, The rock tombs of El-Amarna, Parti III e IV, 1905 (Ristampa 2004), The Egypt Exploration Society, ISBN 0-85698-160-5
2. ↑  Reeves 2001, p. 134.